# De frivillige
De frivillige er en dansk komediefilm fra 2019 instrueret af Frederikke Aspöck.

## Medvirkende
- Jacob Hauberg Lohmann som Markus Føns
- Anders Matthesen som Niels
- Søren Malling som Peter
- Christopher Læssø som Simon
- Anders Brink Madsen som Morten
- Signe Egholm Olsen som Bitten
- Peder Thomas Pedersen som Jakob
- Morten Hebsgaard som Frank
- Finn Nielsen som Richard
- Jesper Groth som Søren